# Laccogrypota praetor
Laccogrypota praetor är en insektsart som först beskrevs av Jacobi 1908.  Laccogrypota praetor ingår i släktet Laccogrypota och familjen spottstritar. Inga underarter finns listade i Catalogue of Life.